# Норвешка на Европском првенству у атлетици у дворани 1975.
Норвешка је учествоваla на 6. Европском првенству у атлетици у дворани 1975.одржаном  8. и 9. марта у Спортско-забавној дворани Сподек у Катовицама, (Пољска).  Репрезентацију Норвешке у њеном петом учешћу на европским првенствима у дворани представљало је троје спортиста (2 мушкрца и 1 жене) који су се такмичили у 3 дисциплине 2 мушке и 1 женска.
На овом првенству Норвешка није освојила ниједну медаљу.
У табели успешности према броју и пласману такмичара који су учествовали у финалним такмичењима (првих 8 такмичара) Норвешка није имала представнике , Од 24 земље учеснице њих 6 нису имале ниједног учесника у финалу: Аустрија, Данска, Луксембург, Норвешка, Турска и Шпанија.

## Учесници
| Бр. | Дисциплина | Мушкарци          | Жене    | Укупно |
| --- | ---------- | ----------------- | ------- | ------ |
| 1.  | 60 м       | Audun Garshol     |         | 1      |
| 2.  | Скок увис  | Пер−Кристијан Вик | Ан Твит | 2      |
|     | Укупно (2) | 2                 | 1       | 3      |

## Освајачи медаља
На овом првенству Норвешка није освојила ниједну медаљу.

## Резултати

### Мушкарци
| Атлетичар         | Дисциплина | Лични рекорд | Квалификације | Квалификације | Полуфинале           | Полуфинале           | Финале               | Финале   | Детаљи |
| Атлетичар         | Дисциплина | Лични рекорд | Резултат      | Место         | Резултат             | Место                | Резултат             | Место    | Детаљи |
| ----------------- | ---------- | ------------ | ------------- | ------------- | -------------------- | -------------------- | -------------------- | -------- | ------ |
| Audun Garshol     | 60 м       |              | 6,99          | 6. у гр. 4    | Није се квалификовао | Није се квалификовао | Није се квалификовао | 19 / 21  |        |
| Пер−Кристијан Вик | скок увис  |              |               |               |                      |                      | 2,13                 | 14. / 18 |        |

### Жене
| Атлетичар | Дисциплина | Лични рекорд | Квалификације | Квалификације | Полуфинале | Полуфинале | Финале   | Финале   | Детаљи |
| Атлетичар | Дисциплина | Лични рекорд | Резултат      | Место         | Резултат   | Место      | Резултат | Место    | Детаљи |
| --------- | ---------- | ------------ | ------------- | ------------- | ---------- | ---------- | -------- | -------- | ------ |
| Ан Твит   | скок увис  |              |               |               |            |            | 1,75     | 10. / 12 |        |

## Биланс медаља Норвешке после 6. Европског првенства у дворани 1970—1975.
|      | Земља      |                  |                  |                  |                  |
| 1.   | 1970.      | 0                | 0                | 0                | 0                |
| 2.   | 1971.      | Није учествовала | Није учествовала | Није учествовала | Није учествовала |
| 3—6. | 1972—1975. | 0                | 0                | 0                | 0                |
| 1—6  | Укупно     | 0                | 0                | 0                | 0                |
| ---- | ---------- | ---------------- | ---------------- | ---------------- | ---------------- |

|                                        | Атлетичар/ка                           |                                        |                                        |                                        |                                        |                                        |
| Није било вишеструких освајача медаља. | Није било вишеструких освајача медаља. | Није било вишеструких освајача медаља. | Није било вишеструких освајача медаља. | Није било вишеструких освајача медаља. | Није било вишеструких освајача медаља. | Није било вишеструких освајача медаља. |
| -------------------------------------- | -------------------------------------- | -------------------------------------- | -------------------------------------- | -------------------------------------- | -------------------------------------- | -------------------------------------- |